# Ghiacciaio Penck
Il ghiacciaio Penck  è un piccolo ghiacciaio situato sulla costa di Luitpold, nella Terra di Coats, in Antartide. Partendo dall'entroterra, il ghiacciaio fluisce verso nord scorrendo lungo il versante occidentale del nunatak Bertrab, ovest fino a entrare nella baia di Vahsel dopo essersi congiunto con i ghiacciai e Lerchenfeld e Schweitzer.

## Storia
Il ghiacciaio Penck è stato scoperto da Wilhelm Filchner durante la spedizione antartica tedesca del 1911-12 ed è stato così battezzato in onore del geografo tedesco Albrecht Penck, al quale è stato intitolato anche un altro ghiacciaio antartico situato nella Dipendenza di Ross.